# Rio Acaraú (vattendrag)
Rio Acaraú är ett vattendrag i Brasilien.   Det ligger i delstaten Ceará, i den östra delen av landet, 1 700 km nordost om huvudstaden Brasília.
Runt Rio Acaraú är det ganska tätbefolkat, med 70 invånare per kvadratkilometer.